# 켄자 포르타스
켄자 포르타스(Kenza Fortas, 2001년 1월 26일 ~ )는 프랑스의 배우이다. 2018년 영화 《Shéhérazade》에서의 역할을 통해 세자르상 신인여우상을 수상했다.

## 출연 작품
- 세라자드 (2018)